# Río Suaza
Río Suaza är ett vattendrag i Colombia.   Det ligger i departementet Huila, i den centrala delen av landet, 300 km sydväst om huvudstaden Bogotá.